# Борборема-Потигуар (микрорегион)

Борборема-Потигуар на карте.

Борборема-Потигуар (порт. Microrregião da Borborema Potiguar) — микрорегион в Бразилии, входит в ш
Население составляет 	134 027	 человек (на 2010 год). Площадь — 	3922,256	 км². Плотность населения — 	34,17	 чел./км².

## Демография
Согласно сведениям, собранным в ходе переписи 2010 г. Национальным институтом географии и статистики (IBGE), население микрорегиона составляет:						
| Полное население                             | Полное население                             | Полное население                             | Полное население                             | 134 027 |
| -------------------------------------------- | -------------------------------------------- | -------------------------------------------- | -------------------------------------------- | ------- |
| в том числе:                                 | Городское население                          | 89 850                                       | Процент городского населения, %              | 67,04   |
|                                              | Сельское население                           | 44 177                                       | Процент сельского населения, %               | 32,96   |
|                                              | Мужское население                            | 66 880                                       | Процент мужского населения, %                | 49,90   |
|                                              | Женское население                            | 67 147                                       | Процент женского населения, %                | 50,10   |
| Плотность населения, чел/км²                 | Плотность населения, чел/км²                 | Плотность населения, чел/км²                 | Плотность населения, чел/км²                 | 34,17   |
| Население микрорегиона в % к населению штата | Население микрорегиона в % к населению штата | Население микрорегиона в % к населению штата | Население микрорегиона в % к населению штата | 4,23    |

тат Риу-Гранди-ду-Норти. Составная часть мезорегиона Сельскохозяйственный район штата Риу-Гранди-ду-Норти. Население составляет 129 566 человек на 2006 год. Занимает площадь 3922,227 км². Плотность населения — 33,0 чел./км².

## Статистика
- Валовой внутренний продукт на 2003 год составляет 263 086 332,00 реалов (данные: Бразильский институт географии и статистики).
- Валовой внутренний продукт на душу населения на 2003 год составляет 2060,11 реалов (данные: Бразильский институт географии и статистики).
- Индекс развития человеческого потенциала на 2000 год составляет 0,627 (данные: Программа развития ООН).

## Состав микрорегиона
В составе микрорегиона включены следующие муниципалитеты:
1. Барселона
2. Кампу-Редонду
3. Коронел-Эзекиел
4. Жапи
5. Жасанан
6. Лагоа-ди-Вельюс
7. Лажис-Пинтадас
8. Монти-дас-Гамелейрас
9. Руй-Барбоза
10. Санта-Крус
11. Серра-ди-Сан-Бенту
12. Сан-Бенту-ду-Траири
13. Сан-Жозе-ду-Кампестри
14. Сан-Томе
15. Ситиу-Нову
16. Тангара